# Dae Hyeon-seok
Dae Hyeon-seok, conosciuto anche come Da Xuanxi (Dunhua, 850 circa – Dunhua, 895), è stato il tredicesimo re di Balhae, sul quale regnò dall'871 all'895.